# Kata Mihály (labdarúgó)
Kata Mihály (Budapest, 2002. április 13. –) magyar válogatott labdarúgó, az MTK Budapest középpályása.

## Pályafutása

### Klubcsapatokban
Kata Mihály a BVSC-ben kezdett el futballozni, majd a Dalnoki Akadémiára került. Innen igazolta le az MTK a két klub együttműködésének köszönhetően. A Sándor Károly Akadémián végigjárta a korosztályos csapatokat, rendszeresen szerepelt az idősebbek között. A 2018–2019-es szezonban bemutatkozott a felnőtt csapatban. A Vecsés elleni kupamérkőzésen Kanta József cseréjeként lépett pályára. Ugyanebben a szezonban a bajnokságban is bekerült a keretbe, de Lucsánszky Tamás vezetőedző nem cserélte be őt a Paks elleni idegenbeli mérkőzésen. A kiesést eredményező szezon után 17 évesen profi szerződést írt alá a klubbal, és a másodosztályban rendszeresen pályára lépett. Jó teljesítményének köszönhetően az egyesület Baráti Köre őt választotta a szezon felfedezettjének. A felnőttek mellett pályára lépett az Ifjúsági Bajnokok-ligájában, ahol a Mostar ellen gólt is szerzett. Az NB I-be feljutott csapatban Michael Boris alapemberként számít rá. 2020. december 13-án a Diósgyőr ellen megszerezte első NBI-es gólját a hosszabbításban, amely győzelmet ért az MTK-nak.

### A válogatottban
2016 óta a korosztályos válogatottak tagja. 2019-ben az U17-es válogatottban szerepelt az Európa- és világbajnokságon.
2021 márciusában Gera Zoltán szövetségi edző nevezte őt a 2021-es U21-es labdarúgó-Európa-bajnokságon szereplő magyar válogatott keretébe.
2023. augusztus 29-én meghívót kapott Marco Rossi szövetségi kapitánytól a Szerbia elleni Európa-bajnoki selejtezőre, és a Csehország elleni barátságos mérkőzésre készülő felnőtt válogatott keretébe. Csereként mindkét mérkőzésen pályára lépett.

## Statisztika

### Klubcsapatokban
2025. augusztus 17-i állapot szerint.
| Klub            | Szezon         | Bajnokság      | Bajnokság | Bajnokság | Kupa  | Kupa  | Nemzetközi | Nemzetközi | Egyéb | Egyéb | Összesen | Összesen |
| Klub            | Szezon         | Liga           | Mérk.     | Gólok     | Mérk. | Gólok | Mérk.      | Gólok      | Mérk. | Gólok | Mérk.    | Gólok    |
| --------------- | -------------- | -------------- | --------- | --------- | ----- | ----- | ---------- | ---------- | ----- | ----- | -------- | -------- |
| MTK Budapest    | 2018–19        | NB I           | —         | —         | 1     | 0     | —          | —          | —     | —     | 1        | 0        |
| MTK Budapest    | 2019–20        | NB II          | 19        | 0         | 4     | 0     | —          | —          | —     | —     | 23       | 0        |
| MTK Budapest    | 2020–21        | NB I           | 24        | 1         | 4     | 0     | —          | —          | —     | —     | 28       | 1        |
| MTK Budapest    | 2021–22        | NB I           | 20        | 0         | 1     | 0     | —          | —          | —     | —     | 21       | 0        |
| MTK Budapest    | 2022–23        | NB II          | 35        | 2         | 3     | 0     | —          | —          | —     | —     | 38       | 2        |
| MTK Budapest    | 2023–24        | NB I           | 31        | 1         | 2     | 0     | —          | —          | —     | —     | 33       | 1        |
| MTK Budapest    | 2024–25        | NB I           | 32        | 0         | 5     | 0     | —          | —          | —     | —     | 37       | 0        |
| MTK Budapest    | 2025–26        | NB I           | 4         | 1         | 0     | 0     | —          | —          | —     | —     | 4        | 1        |
| MTK Budapest    | Összesen       | Összesen       | 165       | 5         | 20    | 0     | —          | —          | —     | —     | 185      | 5        |
| MTK Budapest II | 2021–22        | NB III         | 8         | 0         | —     | —     | —          | —          | —     | —     | 8        | 0        |
| Teljes karrier  | Teljes karrier | Teljes karrier | 173       | 5         | 20    | 0     | —          | —          | —     | —     | 193      | 5        |

1. ↑  Magában foglalja a magyar kupában való pályára lépéseit.

### A válogatottban
| Magyarország | Magyarország | Magyarország |
| Év           | Mérk.        | Gólok        |
| ------------ | ------------ | ------------ |
| 2023         | 3            | 0            |
| 2024         | 1            | 0            |
| 2025         | 1            | 0            |
| Összesen     | 5            | 0            |

### Mérkőzései a válogatottban
| Magyarország | Magyarország         | Magyarország                 | Magyarország | Magyarország | Magyarország | Magyarország    | Magyarország | Magyarország    |
| #            | Dátum                | Helyszín                     | Hazai        | Eredmény     | Vendég       | Kiírás          | Gólok        | Esemény         |
| ------------ | -------------------- | ---------------------------- | ------------ | ------------ | ------------ | --------------- | ------------ | --------------- |
| 1.           | 2023. szeptember 7.  | Belgrád, Rajko Mitić Stadion | Szerbia      | 1 – 2        | Magyarország | Eb-selejtező    | -            | 77'             |
| 2.           | 2023. szeptember 10. | Budapest, Puskás Aréna       | Magyarország | 1 – 1        | Csehország   | barátságos      | -            | 84'             |
| 3.           | 2023. október 14.    | Budapest, Puskás Aréna       | Magyarország | 2 – 1        | Szerbia      | Eb-selejtező    | -            | 74'             |
| 4.           | 2024. november 19.   | Budapest, Puskás Aréna       | Magyarország | 1 – 1        | Németország  | Nemzetek Ligája | -            | 65'             |
| 5.           | 2025. március 20.    | Isztambul, Rams Park         | Törökország  | 3 – 1        | Magyarország | Nemzetek Ligája | -            | a szünetben 77' |
|              | Összesen             |                              |              | 5            | mérkőzés     |                 | 0            | gól             |